# Regno di Fazughli
Il regno di Fazughli fu uno stato pre-coloniale negli odierni Sudan sudorientale ed Etiopia occidentale. Stando alle tradizioni orali, fu fondato da rifugiato dal regno nubiano di Alodia, dopo che la sua capitale di Soba cadde per mano degli Arabi e del sultanato di Funj nel 1500 circa. Centrato nella regione montana di Fazughli sul Nilo Azzurro e servente come cuscinetto tra il sultanato di Funj e l'impero d'Etiopia, il regno durò per quasi due secoli, fino a quando non fu incorporato da Funj nel 1685.

## Storia

### Formazione
Nel Medioevo, la maggior parte del Sudan centrale e meridionale, inclusa la regione di Fazughli al confine con l'Etiopia, erano controllate dal regno nubiano cristiano di Alodia, il cui declino era iniziato nel XII secolo e che accelerò nel 1300 circa. Nei secoli XIV e XV, i beduini arabi soverchiarono la maggior parte del Sudan, spingendosi fino al meridione dell'isola di Aba. Nella seconda metà del XV secolo, l'intero reame di Alodia era virtualmente sotto controllo coloniale arabo, tranne l'area di Soba, la capitale di Alodia alla confluenza del Nilo Azzurro e del Nilo Bianco. Soba fu infine conquistata dagli arabi o dai Funj africani, con fonti sudanesi datanti l'evento al IX secolo dopo la Hijra (1396–1494 circa), ossia il tardo XV secolo, 1504 e 1509. I Funj fondarono quindi quello che oggi conosciamo come sultanato di Sennar, che si sarebbe esteso a nord fino alla terza cataratta del Nilo.
Lo storico Jay Spaulding suggerisce che Alodia sopravvisse alla Soba, e ritiene che il "regno di Soba" menzionato dal viaggiatore ebraico David Reubeni nel 1523 sia un riferimento di Alodia, e che si trovi da qualche parte nella riva orientale del Nilo Azzurro. Questo "regno di Soba" aveva un territorio distante dieci giorni di viaggio e incorporava il "regno di Al Ga'l", descritto come subordinato di Amara Dunqas, sultano di Sennar. "Al Ga'l" è probabilmente un riferimento alla tribù araba Ja'alin. Usando le tradizioni orali, Spaulding continua a ritenere che Alodia abbandonò eventualmente il territorio che ancora aveva in mano sul basso Nilo Azzurro, ritirandosi nella regione montana di Fazughli al sud, dove rifondarono il loro regno. Stando a una tradizione collocata nel XIX secolo, che vale come esempio:
Inoltre, le tradizioni locali ricordano le migrazioni degli Alodia verso il Fazughli, il quale, come luogo di esilio nubiano, è anche menzionato nelle Cronache di Funj, compilate intorno al 1870. A questi rifugiati Alodia è stata recentemente attribuita anche una cultura archeologica nominata "tradizione Jebel Mahadid", centrata a Mahadid nella provincia di Qwara, nell'Etiopia dell'ovest, con un'architettura monumentale e uno stile di ceramica simile a quello trovato a Soba. Considerando le prove archeologiche, è suggerito che questi esuli Alodia sarebbero arrivati ai confini tra Etiopia e Sudan già nel XIV secolo, quindi sarebbero arrivati quando Aolodia ancora esisteva ma era già in una fase di severo declino.

### Sotto il dominio dei Funj

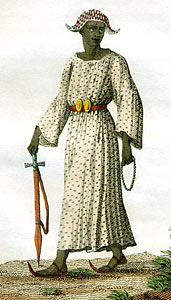
Governatore (manjil) Funj di Fazughli, 1820 circa